# مک‌ویتیس

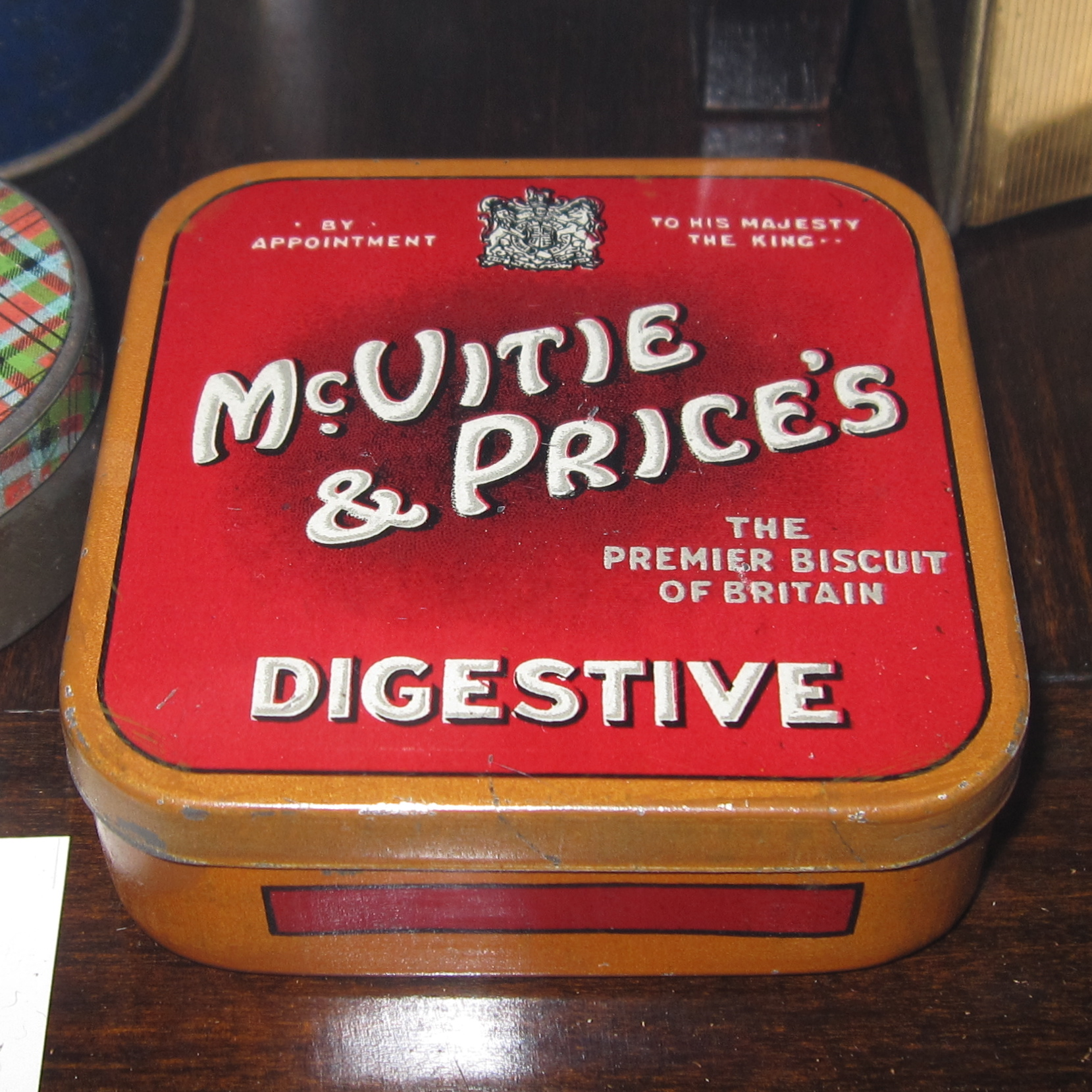
بیسکویت دیجستیو شرکت مک‌ویتیس

مک‌ویتیس (McVitie's) یک نام تجاری برای وعده میان غذایی است که به شرکت بیسکویت متحده تعلق دارد. این نام در اصل از شرکت بیسکویت سازی اسکاتلندی McVitie & Price گرفته شده است. این شرکت در سال ۱۸۳۰ در شهر ادینبرو تأسیس شد.
کیک جافا و بیسکویت دیجستیو از محصولات این شرکت است.